# ألبرت ويلسون
ألبرت ويلسون (بالإنجليزية: Albert Wilson)‏ (و. 1902 – 1996 م) هو بستاني، ومهندس المواقع، وعالم نبات، ومقدم برامج إذاعية، من الولايات المتحدة الأمريكية، توفي عن عمر يناهز 94 عاماً.